# Thranius dentatipennis
Thranius dentatipennis là một loài bọ cánh cứng trong họ Cerambycidae.